# George Samuel Perrottet
George Samuel Perrottet (Vully, Cantão de Friburgo, Suíça, 1793 — Pondicherry, Índia, 3 de janeiro de 1870) foi um botânico francês de origem suíça.
Samuel Perrottet, como jardineiro do Jardim do Rei, viajou como naturalista na expedição do capitão Pierre Henri Philibert (1774-?) a bordo dos navios "Le Rhône" e "La Durance" de 1819 a 1821. Uma das missões desta expedição era recrutar trabalhadores em Java e nas Filipinas para os instalar na Guiana Francesa. Perrottet recolheu espécimes em Caiena, Reunião, Java e Filipinas, e permaneceu por algum tempo na Guiana para estudar a aclimatação das plantas vindas da Ásia, retornando posteriormente para a França.
De 1824 a 1829, sua função foi explorar a Senegambia (região geográfica que atualmente compreende as repúblicas do Senegal e Gâmbia), sozinho ou com F. R. Leprieur e J. F. Roger. Lá foi administrador da Sénégalaise, uma instituição cultural que pertencia ao governo e a uma empresa comercial. Em 1829, antes do seu retorno para a França, explorou também a ilha Gorée e o arquipélago do Cabo Verde. Em 1832, foi nomeado correspondente do Museu Nacional da França.
De 1834 até 1839 trabalhou no jardim botânico de Pondicherry (Índia), e depois retornou para a França para se dedicar ao cultivo do bicho-da-seda. Da Índia e do Senegal retornou com vários espécimes de peixes.
Em 1843, retornou para Pondicherry como botânico oficial, onde permaneceu até a sua morte em 1870.
Perrottet foi autor de várias obras de botânica.